# Piliscsév
Piliscsév es un pueblo húngaro perteneciente al distrito de Esztergom, condado de Komárom-Esztergom.

## Superficie
Cuenta con una superficie de 24,91 km².

## Demografía
Hasta 2024 la población era de 2508 habitantes, con una densidad de población de 100,68 hab/km².
| Gráfica de evolución demográfica de Piliscsév entre 2020 y 2024 |
|                                                                 |
| Datos según la Oficina Central de Estadística de Hungría.       |